# السا لیندبرگ
السا سیسیلیا ماریا لیندبرگ-دولت (۱۳ فوریه ۱۸۷۴: ۲۴ بهمن ۱۲۵۲ – ۸ اکتبر ۱۹۴۴: ۱۶ مهر ۱۳۲۳) نویسندهٔ سوئدی و شاهزاده‌خانم ایرانی بود که با آثارش دربارهٔ زندگی در حرمسراهای قسطنطنیه شناخته می‌شود. او در سال ۱۹۰۲ با میرزا رضا خان ارفع‌الدوله، شاهزاده و دیپلمات ایرانی، ازدواج کرد و سال‌ها به‌عنوان تنها همسر در حرمسرای او در قسطنطنیه و سپس موناکو زندگی کرد. نام خانوادگی او "لیندبرگ-دولت" بازتابی از هویت پیوندخوردهٔ غربی-شرقی‌اش بود.

## زندگی‌نامه
السا لیندبرگ در خانواده‌ای فنلاندی‌تبار در استکهلم به دنیا آمد. او دختر کارل یوهان لیندبرگ (نوازندۀ فنلاندی ویولن) و امیلیا ویک بود. خواهر او (سیگرید) هم نوازندۀ ویولن و عضو فرهنگستان موسیقی سلطنتی سوئد بود. السا تحصیلات خود را در مدرسۀ دخترانۀ والینسکای استکهلم (Wallinska skolan) انجام داد.
السا پیش از ازدواج حرفهٔ نویسندگی و روزنامه‌نگاری را آغاز کرده بود و پس از ازدواج هم به آن ادامه داد.
لیندبرگ در سال ۱۸۹۸ میلادی (۱۲۷۶ یا ۱۲۷۷ خورشیدی) در سفری تفریحی روی قایق با میرزارضاخان آشنا شد و چهار سال بعد با او ازدواج کرد. السا از دولت ایران «نشان علمی» دریافت کرد.

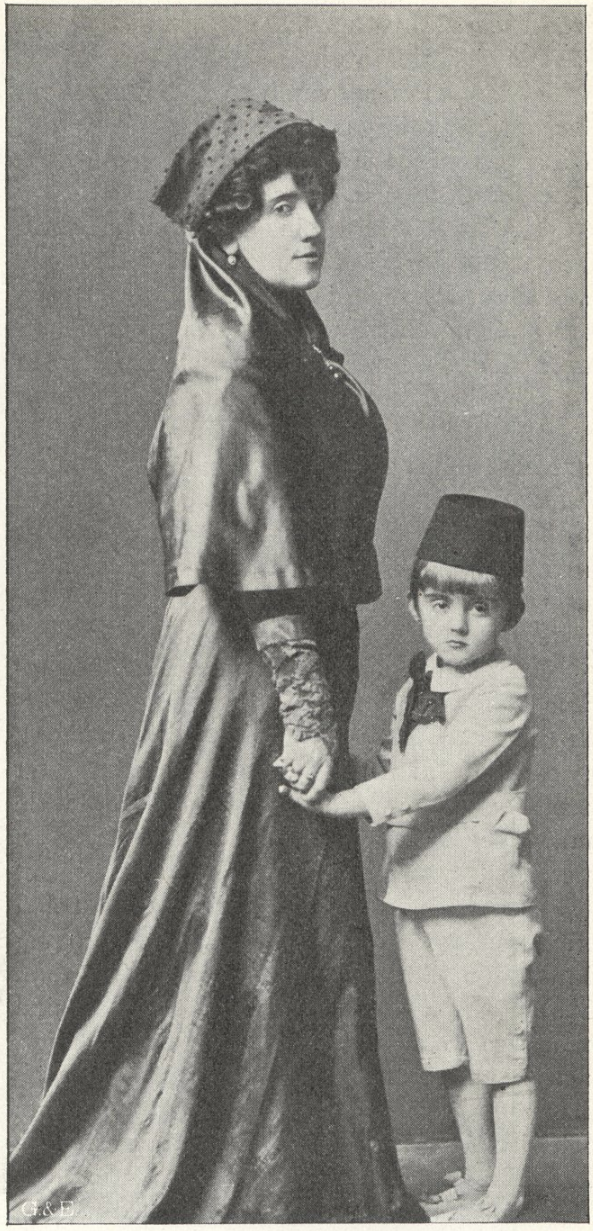
السا لیندبرگ-دولت

لیندبرگ-دولت همیشه میان فرهنگ‌های شرق و غرب در نوسان بود و این دوگانگی را در زندگی و نوشته‌هایش بازتاب می‌داد. او در مکاتبات و مصاحبه‌ها گاه از محدودیت‌های زندگی در حرمسرا گله کرده و گاه آن را پذیرفته است. در یکی از نامه‌هایش در سال ۱۹۰۹ نوشت: «من زندگی محصور یک زن ترک را دارم... اما راضی‌ام.» با این حال، گاه نیز از محدودیت‌های خود گلایه کرده و زندگی‌اش را با تلخی به تصویر کشیده است.
لیندبرگ پس از مرگ همسرش در سال ۱۹۳۷ (۱۳۱۶ ه.خ)، به سوئد بازگشت و تا پایان عمر (۱۹۴۴) در سلتشوبدن زندگی کرد و در همان جا درگذشت.

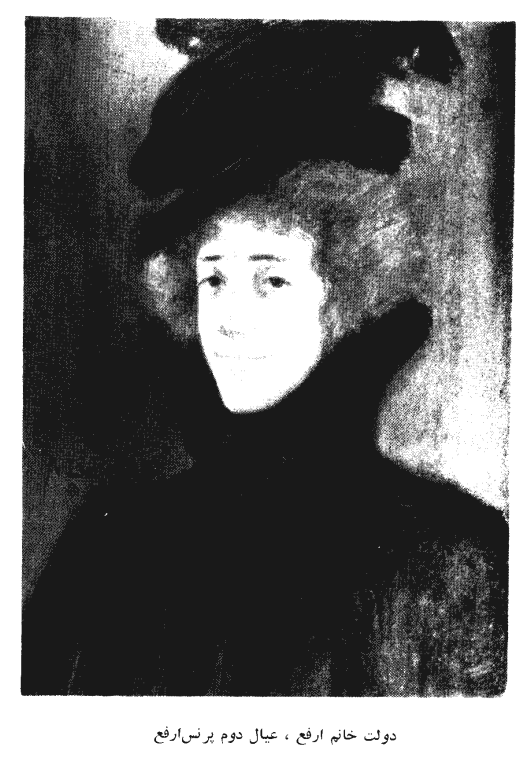
السا لیندبرگ-دولت، زن دوم ارفع‌الدوله (از کتاب خاطرات ارفع‌الدوله)

## آثار

### Kvinnor från minareternas stad(زنان شهر مناره‌ها) - ۱۹۰۸
مجموعه‌ای از هشت داستان کوتاه که با طراحی‌های ایزاک گرونوالد همراه بود. روایت‌ها زندگی زنان در حرمسرا و محصوریت‌هایشان را از دیدگاه شخصیت‌های زن بیان می‌کند. استفاده از کلمات و عبارات ترکی و توضیح آن‌ها در پاورقی، رنگ و بویی مردم‌نگارانه به داستان‌ها داده است.

### Främling(بیگانه) - ۱۹۲۴ و نسخه دوم در ۱۹۲۹
رمانی با تصویرگری رنگی اینار نرمان درباره آسترید، دختر سوئدی که پس از ازدواج با یک پاشای ترک به نام انیسه تغییر می‌کند. داستان بحران هویت، تنش میان فرهنگ‌ها و جدال میان آزادی و قیدوبندهای سنتی را روایت می‌کند. طراحی جلد کتاب با خوشنویسی فارسی و عربی تأکیدی بر ریشه‌های شرقی داستان دارد.

### Bakom stängda haremsdörrar(پشت درهای بستهٔ حرمسرا) - ۱۹۳۱
این کتاب ادامهٔ «بیگانه» است که با تمرکز بیشتر بر تضادهای فرهنگی و درونی شخصیت‌ها، محدودیت‌های زنان در حرمسرا و تلاش برای فرار از آن را به تصویر می‌کشد.
روی جلد کتاب نقاشی رقص دختری با موهای مشکی دیده می شود. دختر دست‌های خود را روی فرش گذاشته و پاهای او به سمت آسمان است. موهای دختر از دو سو به پایین ریخته‌اند. دختر تاج کوچکی با چند شاخه بر سر دارد. ابروهای دختر به هم پیوسته هستند. دختر لباس بلند قرمزی بر تن دارد و دامن بلندی هم پوشیده است. کنار تصویر نام «فاطمه» دیده می‌شود. احتمالا این نقاشی فاطمه دختر السا و پرنس ارفع را نشان می‌دهد.
سمت راست او این عبارت نوشته شده است:
| یکدست جام باده و یکدست زلف یار |  | رقصی چنین میانه میدانم آرزوست |

حرّره پرنس ارفع ابن حسن ابن ابراهیم ابن حسین ابن میرزا ابراهیم
سمت چپ او نیز این شعر نوشته شده است:
| برخیز بیا بتا برای دل ما    |  | حل کن بجمال خویشتن مشکل ما      |
| یک کوزه می بیار تا نوش کنیم |  | زان پیش که کوزه‌ها کنند از گل ما |

خیّام
در صفحۀ اول کتاب نیز این دو شعر نوشته شده است:
(یغما)
| برخیز بیا بتا برای دل ما    |  | حل کن بجمال خویشتن مشکل ما      |
| یک کوزه می بیار تا نوش کنیم |  | زان پبش که کوزه‌ها کنند از کل ما |

| شراب تلخ میخواهم که مردافکن بود زورش |  | که تا یکدم بیاسایم ز دنیا و شر و شورش |

### آثار چاپ‌شده در مجلات
السا لیندبرگ- دولت با اسم واقعی و اسم مستعار در مجلات مختلف داستان و مقاله می‌نوشت. او با نام مستعار Cric-Cric در روزنامه‌ها و مجلات "افتون‌بلادت"، "داگبلادت استکهلم"، "داگبلادت جنوب سوئد"، "سنیل‌پوستن"، "ایدون" مطالبی منتشر می‌کرد.
داستان‌ها و مقالاتی که با نام واقعی او (السا لیندبرگ-دولت) در مجلات منتشر شده‌اند عبارتند از:
- داستان «از شرق» (Från Österland)، ۱۹۰۷، مجلۀ Bonniers Månadshäften. شخصیت محوری این داستان دختری به نام «عایشه» است.[۱۵]
- داستان «مدونای دروازه سرخ» (Röda Portens Madonna)، ۱۹۱۳، Bonniers Månadshäften.[۱۶]
- «به یاد یوهان لیندبرگ (Till minne av professor Johan Lindberg)، ۱۹۱۵، Bonniers Månadshäften[۱۷]

### آثار دیگر
لیندبرگ-دولت آثار دیگری نیز دارد:
- I alla tonarter (در همه گام‌ها) - ۱۹۰۲
- En Fiolflicka (دختر ویولن‌زن) - ۱۹۱۰

آثار او با تمرکز بر شخصیت‌هایی همچون آسترید-انیسه، تصویری انتقادی از نظام حرمسرا ارائه می‌کنند.  قهرمانان زن داستان‌های او در تضاد میان آزادی فردی و محدودیت‌های سنتی گرفتارند. در رمان «بیگانه»، شخصیت اصلی آسترید که پس از ازدواج نامش به انیسه تغییر می‌کند، دچار بحران هویت می‌شود و حتی ملیت و نام خود را از دست می‌دهد؛ موضوعی که بازتابی از تجربهٔ شخصی نویسنده است. لیندبرگ-دولت با روایت این تضادها مرزهای میان شرق و غرب را درمی‌نوردد و نقدی بر وضعیت زنان ارائه می‌دهد.
تحلیل‌ها نشان می‌دهد که جهان داستانی لیندبرگ-دولت با رویکرد زیبایی‌شناسانه‌ای خلق شده که محدودیت دید و تحرک زنان در حرمسرا را برای خوانندهٔ غربی بازنمایی می‌کند. این جهان از طریق سیستم شخصیت‌ها شکل می‌گیرد؛ جایی که زنان راوی، اندیشمند و کنشگر هستند و محدودیت‌هایی مانند پنجره‌های مشبک و پرده‌ها چشم‌انداز آن‌ها را محدود می‌کند.
مضامین اصلی داستان‌ها حول دیدن و ندیدن، و مفاهیمی چون حبس و جداسازی می‌چرخد. در حرمسرای او، زنان میان محدودیت‌های سنتی و نفوذ فرهنگ غربی سرگردان‌اند. آموزش زبان و هنرهای غربی از طریق معلم‌های سرخانه به زنان منتقل می‌شود، در حالی‌که محدودیت‌های حجاب و زندگی محصور همچنان بر آن‌ها حاکم است.
در داستان‌ها عبور از مرزهای حرمسرا، خواه فیزیکی و خواه نمادین، اغلب با مرگ یا نابودی هویت همراه است. زنانی که سعی در فرار دارند، بیرون از حرمسرا با مرگ یا بی‌خانمانی مواجه می‌شوند، و شخصیت آسترید با ورود به حرمسرا عملاً هویت خود را از دست می‌دهد.
داستان‌های او تصویری پیچیده از زندگی در حرمسرا ارائه می‌دهند؛ جایی که زن غربی و زن شرقی هر دو قربانی سنت‌ها و محدودیت‌ها هستند. نقد او به حرمسرا نه فقط از زبان شخصیت‌ها، بلکه در قالب جهان زیبایی‌شناسی آثارش مطرح می‌شود.
لایه‌هایی از نقد اجتماعی و سیاسی نسبت به وضعیت زنان در امپراتوری عثمانی و حتی در غرب در آثار او دیده می‌شود. داستان‌هایش جهان بسته حرمسرا را به تصویر می‌کشند که زنان در آن با محدودیت‌های شدید روبرو هستند؛ اما در عین حال تأثیر فرهنگ و آموزش غربی در این محیط‌ها نیز مشهود است.
آثارش به زبان‌های فنلاندی، آلمانی، فرانسوی و هلندی ترجمه شده‌اند و بازتاب‌دهندهٔ علاقهٔ اروپاییان به شرق در آغاز قرن بیستم هستند.

## آثار ترجمه‌شده
| عنوان اصلی (سال)                                | عنوان ترجمه‌شده                                                          | زبان ترجمه | مترجم                                                                     | سال ترجمه |
| ----------------------------------------------- | ----------------------------------------------------------------------- | ---------- | ------------------------------------------------------------------------- | --------- |
| Ann-Lis (1901)                                  | Anna-Liisa                                                              | فنلاندی    | وینو نومان                                                                | ۱۹۲۶      |
| Ann-Lis (1901)                                  | Ann-Lis – ein Buch von Menschenkindern                                  | آلمانی     | نامشخص                                                                    | ۱۹۰۳      |
| En fiolflicka: taflor ur ett människoliv (1910) | Viola                                                                   | هلندی      | دینا ساموئلا لوگمان-فن در ویلیگن (Dina Samuella Logeman-van der Willigen) | ۱۹۱۲      |
| En fiolflicka (1910)                            | Viulutyttö                                                              | فنلاندی    | وینو نومان                                                                | ۱۹۲۶      |
| En fiolflicka (1910)                            | Eine Geigerin – Bilder aus einem Menschenleben                          | آلمانی     | مارتا زومر (Martha Sommer)                                                | ۱۹۱۸      |
| En fiolflicka (1910)                            | Un violon chanta                                                        | فرانسوی    | نامشخص                                                                    | ۱۹۲۶      |
| En fiolflicka (1910)                            | Viola of the Old Street                                                 | انگلیسی    | نامشخص                                                                    | ۱۹۲۹      |
| Kvinnor från minareternas stad (1908)           | Vrouwen uit de Minaretten-Stad                                          | هلندی      | نامشخص                                                                    | ۱۹۱۶      |
| Kvinnor från minareternas stad (1908)           | Naisia minareettien kaupungista                                         | فنلاندی    | اونی نی‌مان (O. E. Nyman)                                                  | ۱۹۲۶      |
| Kvinnor från minareternas stad (1908)           | Konstantinopel – aus dem Tagebuch einer jungen Türkin                   | آلمانی     | لئو مورال (Leo Moral)                                                     | ۱۹۱۶      |
| Kvinnor från minareternas stad (1908)           | Frauen aus der Stadt der Minarette                                      | آلمانی     | هاینریش گوبل (Heinrich Goebel)                                            | ۱۹۲۶      |
| I alla tonarter: noveller (1921)                | Zijn melodie                                                            | هلندی      | دینا ساموئلا لوگمان-فن در ویلیگن (Dina Samuella Logeman-van der Willigen) | ۱۹۲۰      |
| I alla tonarter (1921)                          | Kaikissa sävellajeissa                                                  | فنلاندی    | وینو نومان                                                                | ۱۹۲۶      |
| Främling: Boken om Konstantinopel (1924)        | Häät Bosporin rannalla                                                  | فنلاندی    | نامشخص                                                                    | ۱۹۳۲      |
| Främling (1924)                                 | Der Gesang der dunklen Wasser – ein Buch von Konstantinopel             | آلمانی     | هاینریش گوبل (Heinrich Goebel)                                            | ۱۹۲۷      |
| Bakom stängda haremsdörrar (1931)               | Haaremin ristikon takaa: pohjoismaalainen nainen itämaalaisen puolisona | فنلاندی    | تِلِرو لاوریا (Tellervo Laurila)                                            | ۱۹۲۵      |

## زندگی خانوادگی
السا لیندبرگ و میرزارضا خان دو فرزند داشتند: ابراهیم ارفع و فاطمه ارفع. او همچنین نامادری حسن ارفع، فرزند پرنس ارفع از ازدواج قبلی بود.
پرنس ارفع در خاطرات خود این طور نقل می‌کند:
«خانوادۀ من که دختر یکی از پروفسورهای سوید است اِلسا بود که مسلمان شد اسمش را دولت خانم گذاشتم.»

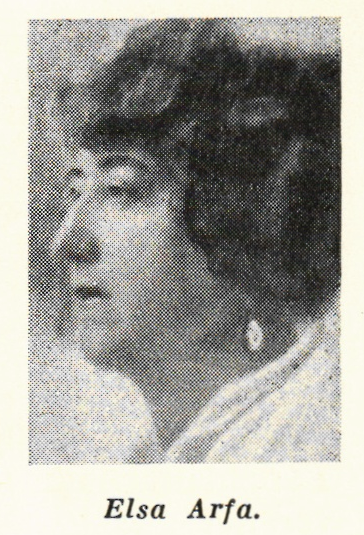
السا ارفع (السا لیندبرگ-دولت) در اواخر عمر

او با ازدواج وارد دنیای حرمسرا شد و تجربیات شخصی‌اش در این محیط، پایهٔ اصلی داستان‌هایش شدند. در سال ۱۹۱۰ پرنس ارفع به موناکو نقل مکان کرد و السا در ویلایی به نام «ویلای دانش» ساکن شد که با معماری شرقی ساخته شده بود و همچنان محدودیت‌های حرمسرا برای او برقرار بود.

## میراث و درگذشت
السا لیندبرگ-دولت در سال ۱۹۴۴ در سوئد درگذشت. زندگی و آثار او همچنان به‌عنوان نمونه‌ای از تجربهٔ زیستهٔ زنان اروپایی در حرمسراهای عثمانی شناخته می‌شود.

## یادداشت
1. ↑  Karl Johan Lindberg
2. ↑  Emilia Wiik